# Gisela Kohler
Gisela Kohler (Montes Metálicos, Alemania, 22 de diciembre de 1931-Berlín, 26 de marzo de 2024), también llamada Gisela Birkemeyer, fue una atleta alemana, especializada en la prueba de 80 m vallas en la que llegó a ser subcampeona olímpica en 1956.

## Carrera deportiva
En los JJ. OO. de Melbourne 1956 ganó la medalla de plata en los 80 m vallas, con un tiempo de 10.9 segundos, llegando a meta tras la australiana Shirley Strickland de la Hunty y por delante de otra australiana, Norma Thrower (bronce).